# Mozarlândia
Mozarlândia is een gemeente in de Braziliaanse deelstaat Goiás. De gemeente telt 14.073 inwoners (schatting 2009).
De plaats is co-zetel van het rooms-katholieke bisdom Rubiataba-Mozarlândia.